# Vilaine
El Vilaine (en bretó Gwilen) és un riu de Bretanya, al nord-oest de França. Neix al departament de Mayenne (53) i desguassa a l'oceà Atlàntic a Tréhiguier, al departament d'Ar Mor-Bihan o Morbihan (56). Fa 225 km de llargada.
El riu recorre 4 departaments (Mayenne, Ille i Vilaine, Loira Atlàntic i Ar Mor-Bihan) i passa, entre d'altres, per les ciutats de Rennes, Vitré, Redon i La Roche-Bernard. Els principals afluents són l'Ille, el Vaunoise, el Seiche, l'Oust i l'Isaac. El Vilaine enllaça amb el riu Rance a través del riu Ille i del canal Ille i Rance, cosa que permet la comunicació entre el canal de la Mànega i l'Atlàntic. Actualment el canal és usat, fonamentalmet, per vaixells turístics.